# Silnice II/427
Silnice II/427 je česká silnice II. třídy na jihovýchodní Moravě, dlouhá 14 km, vedoucí ze Starého Města do Moravského Písku. Prochází dvěma okresy ve dvou krajích, propojuje silnice I. třídy I/50, I/54 a I/55. Vede podél železniční tratě Přerov–Břeclav a je plánováno podél její trasy vybudovat dálnici D55.

## Vedení silnice

### Zlínský kraj

#### Okres Uherské Hradiště
- Staré Město (odbočení z I/50H, návaznost na I/55)
- MÚK s I/50
- odbočka Kostelany nad Moravou (III/4271)
- Nedakonice (III/4272, III/4273)
- Polešovice (okraj, odbočka III/4276)

### Jihomoravský kraj

#### Okres Hodonín
- Moravský Písek
  - křížení s II/495 a III/4951
  - napojení na I/54